# Transport Miejski i Regionalny
Transport Miejski i Regionalny – istniejące od 1982 roku czasopismo naukowe wydawane przez Stowarzyszenie Inżynierów i Techników Komunikacji Rzeczpospolitej Polskiej. Tytuł publikuje artykuły z zakresu nauk technicznych oraz ekonomicznych.

## Historia
Czasopismo wydawane jest pod tym tytułem od roku 2004, jako kontynuacja tytułu „Transport Miejski” wydawanego od 1982 roku. W roku 2012 po ekspertyzie wykonanej przez Index Copernicus na zlecenie wydawcy, w czasopiśmie wprowadzono szereg zmian edytorskich m.in. angielski tytuł, dłuższe streszczenia w języku angielskim umieszczane na początku każdego numeru, uporządkowane informacje o autorach, udziały procentowe w pracach zbiorowych, informacje o prawach autorskich. Pierwszym zmienionym edytorsko numerem był numer 5 z 2012 roku.

## Zawartość
Transport Miejski i Regionalny jest wydawany w wersji papierowej oraz elektronicznej. Główną wersją czasopisma jest wersja papierowa. Artykuły w wersji elektronicznej są udostępniane na stronie internetowej czasopisma z rocznym opóźnieniem w stosunku do terminu publikacji w wersji papierowej.
Miesięcznik opisuje problemy transportu w miastach różnej wielkości oraz transportu w regionach. W ujęciu gałęziowym, na łamach czasopisma poruszana jest problematyka transportu szynowego (kolejowego i tramwajowego), drogowego, rowerowego oraz pieszych. Istotne miejsce w publikacjach zajmuje tematyka publicznego transportu zbiorowego.
Na łamach czasopisma jest omawiana również: geografia, historia i socjologia transportu oraz ochrona środowiska naturalnego.

## Czasopismo naukowe
Według stanu na 20 listopada 2018 r., „Transport Miejski i Regionalny” ma status czasopisma naukowego. Nadsyłane do redakcji artykuły podlegają recenzji. W 2018 roku Ministerstwo Nauki i Szkolnictwa Wyższego przyznawało za publikację pracy naukowej na łamach „Transportu Miejskiego i Regionalnego” 7 punktów.